# Temple mormon de Guayaquil
Le temple mormon de Guayaquil est un temple de l’Église de Jésus-Christ des saints des derniers jours situé à Guayaquil, en Équateur. Il a été inauguré le 1er août 1999.